# Ельмедин Конакович
Ельмедін Конакович (3 вересня 1974, Сараєво) — боснійський баскетболіст, політик та дипломат. Міністр закордонних справ Боснії і Герцеговини.

## Життєпис
Народився 3 вересня 1974 року в місті Сараєво. Закінчив факультет спорту та фізичного виховання в Університеті Сараєво на кафедрі спортивного менеджменту і зараз навчається на цьому ж факультеті в магістратурі.
Грав у баскетбольному клубі «Босна» із Сараєво, а згодом продовжив баскетбольну кар'єру в Словенії, Угорщині та Румунії. Він завершив кар'єру гравця в 2001 році, а наступного року став директором національної збірної Боснії і Герцеговини з баскетболу. Через рік його обрали директором «Босни». На цій посаді він залишався до 2007 року.
Він прийшов у політику в 2004 році як член Партії демократичної дії (SDA). Того ж року він був обраний до муніципальної ради муніципалітету Центр Сараєво. Перед закінченням свого чотирирічного мандату він балотувався на місцевих виборах у 2008 році на посаду мера муніципалітету Центр, але не був обраний. Через два роки він увійшов до Асамблеї кантону Сараєво (KS) і став президентом Клубу депутатів від Партії демократичної дії. Після загальних виборів у Боснії та Герцеговині в березні 2015 року він був призначений прем'єр-міністром кантону Сараєво. На початку 2018 року склав усі партійні повноваження, а потім вийшов із Партії демократичної дії. У березні 2018 року асамблея кантону Сараєво звільнила його з посади прем'єр-міністра кантону. Того ж місяця організував установчі збори партії «Народ і Правда». На загальних виборах 2018 року він отримав депутатський мандат, а на установчій сесії був обраний спікером асамблеї кантону Сараєво, а в січні 2020 року був звільнений з цієї посади. Був делегований до Палати народів Парламенту Боснії і Герцеговини у липні 2019 р. У січні 2023 року він став міністром закордонних справ Боснії та Герцеговини.

## Сім'я
- Дружина Далія Хасанбегович — журналістка телеканалу «Al Jazeera Balkans».